# Барлетта-Андрія-Трані
Провінція Барлетта-Андрія-Трані (італ. Provincia di Barletta-Andria-Trani) — провінція в Італії, у регіоні Апулія. 
Площа провінції — 1 543 км², населення — 393 189 осіб.
Адміністративні центри провінції — міста Барлетта, Андрія та Трані.

## Географія
Межує на північному заході з провінцією Фоджа, на північному сході з Адріатичним морем, на південному сході з провінцією Барі, на півдні з провінцією Потенца (Базиліката).